# Pachnoda poggei
Pachnoda poggei är en skalbaggsart som beskrevs av Edgar von Harold 1878. Pachnoda poggei ingår i släktet Pachnoda och familjen Cetoniidae. Inga underarter finns listade i Catalogue of Life.